# Bertino
Bertino Cordeiro do Nascimento (Porto, 1928 – Paris, 2014) foi um pintor português, radicado em França.
Ao longo da sua vida, participou em numerosas exposições individuais e coletivas, em particular com o grupo letrista, no qual se inclui parte significativa do seu trabalho artístico.  Para além da pintura, praticou também a escultura (de madeira e argila), montagens (objetos) e criou instalações.

## Vida e obra
Nascido no Porto em 1928, Bertino cedo revelou a sua inclinação para as artes plásticas, sendo bolseiro da Fundação Calouste Gulbenkian.
Em maio de 1958, expôs no Salão do Turismo, em Coimbra, numa organização da Comissão Cultural da Queima das Fitas, ao lado de António Pimentel, Mário Silva e outros jovens artistas plásticos. No ano seguinte, Bertino muda-se para Paris, cidade onde viverá até ao fim dos seus dias.
Com o objetivo de revelar talentos em ascensão, em junho de 1960, o Secretariado Nacional de Informação organiza o II Salão dos Novíssimos, em Lisboa. Ao lado de Bertino, são também convidados a expor Ângelo de Sousa, António Aragão, António de Assunção Sampaio, António Quadros, Arlindo Rocha, Artur Bual, Charters de Almeida, D’Assumpção, Irene Vilar, João Mário, João Oom, Louro Artur, Luís Cunha, Mário Eloy, Mário de Oliveira, Martha Telles, Martins da Costa, Nuno de Siqueira e Teresa Sousa.
Em 1968, expôs com Manuel Cargaleiro na Casa de Portugal, em Paris, e, em 1969, na Galeria Interforma, em Lisboa, na exposição intitulada "Relevos".
Numa iniciativa do historiador Joaquim Veríssimo Serrão, Bertino foi um dos convidados para a mostra "10 ans d'art portugais à Paris, 1960-1970", patente no Centro Cultural Português da capital francesa, entre abril e junho de 1971. Cargaleiro, José Escada, Júlio Pomar, Lourdes Castro, Nadir Afonso e René Bértholo foram outros dos convidados para esta coletiva.
Em novembro de 1975, em Lisboa, a Sociedade Nacional de Belas Artes acolheu a exposição "Levantamento da arte do século XX no Porto", procurando mostrar na capital portuguesa a obra de artistas plásticos ligados à cidade do Porto. Bertino marcou presença, ao lado de Alberto Carneiro, Álvaro Lapa, Amadeo de Souza-Cardoso, António Cruz, Armando Alves, Augusto Gomes, Aureliano Lima, Carlos Barreira, Carlos Carneiro, Dario Alves, Diogo Alcoforado, Dordio Gomes, Emerenciano, Fernando Lanhas, Francisco Barceló, Guilherme Camarinha, Helena Abreu, Jaime Isidoro, João Dixo, Manuel Casimiro, Maria Clár, Maria José Aguiar, Martins da Costa, Nadir Afonso, Salvador Barata Feyo, Zulmiro de Carvalho, entre outros.
Em 1978, Bertino expôs individualmente no Centro Cultural Português da Fundação Calouste Gulbenkian, em Paris, sob o título "La musique classique: peintures, sculptures" "Pintura-vitral: exposição de artistas portugueses radicados em França" foi o nome da mostra organizada pela Câmara Municipal de Olhão, em 1987, que destacou a obra de Bertino. Três anos depois, a Companhia de Seguros Império, em Paris, acolhe "Bertino: peintre et sculpteur de la musique classique". Em 1992, o Convento dos Cardais, em Lisboa, acolheu a "Exposição táctil" reunindo obras de Bertino e Ana Jotta, António Duarte, Jaime Azinheira, Jorge Barradas, José Aurélio e outros. Em 2009, na Casa de Portugal, na Cité Internationale Universitaire de Paris, realizou a mais completa exposição de Bertino, centrada na literatura mundial, sob o título "De Sócrates a Tolstoi". Várias das suas obras integram hoje as coleções do Museu Calouste Gulbenkian.
Bertino faleceu em Paris, em 2014, sendo o seu corpo cremado no cemitério do Père-Lachaise.